# Dysstroma septentrionata
Dysstroma septentrionata är en fjärilsart som beskrevs av Heydemann 1929. Dysstroma septentrionata ingår i släktet Dysstroma och familjen mätare. Inga underarter finns listade i Catalogue of Life.